# Disegnatore
Il disegnatore è la figura professionale che esegue disegni per conto di terzi. A seconda del campo di lavoro ed applicazione, si possono distinguere diversi tipi:
- Ambito tecnico
  - Disegnatore industriale, specializzato nella stesura di disegni tecnici meccanici.
  - Disegnatore edile, specializzato nella stesura di disegni tecnici edili.
  - Disegnatore navale, specializzato nella stesura di disegni tecnici di imabrcazioni.
- Ambito artistico:
  - Caricaturista, specializzato in caricature.
  - Illustratore, specializzato nel creare disegni a corredo di testi letterari.
  - Fumettista, specializzato nel disegnare storie legate al mondo del fumetto.